# Berluc
Berluc — немецкая рок-группа, образованная в 1974 году в восточном Берлине. Группа играет хард-рок и рок-н-ролл.

## История
Название группы составлено из названий родных городов создателей группы — Берлина и Луккенвальде.
Первый альбом коллектива был посвящён полёту в космос немецкого космонавта Зигмунда Йена (Sigmund Jähn). Песня Hallo Erde, hier ist Alpha с дебютного альбома стала лучшим хитом в ГДР в 1978-м году, и 7 раз занимала первое место в чартах Радио ГДР.
В апреле 1984 года у группы был большой успешный гастрольный тур по СССР.
После объединения Германии группа распалась, но воссоединилась в 1993-м году. Она по-прежнему дает концерты, как правило, в новых федеральных землях. Лидером группы является барабанщик Дитмар Рэнкер (Dietmar Ränker), играющий с момента её основания.

## Состав группы
- Дитмар Рэнкер (Dietmar Ränker) — Ударные
- Ронни Пилгрим (Ronnie Pilgrim) — Вокал
- Тино Шультхайс (Tino Schultheis) — Бас-гитара
- Берт Хоффманн (Bert Hoffmann) — Гитара
- Уве Мэрцке (Uwe Märzke) — Клавишные

## Дискография

### Студийные альбомы
- 1979: Reise zu den Sternen (Amiga)
- 1981: Berluc (Teldec)
- 1982: Hunderttausend Urgewalten (Amiga)
- 1985: Rocker von der Küste (Amiga)
- 1988: Wie ein Regenbogen (Amiga-EP)
- 1994: Nachhaus Maxi-Single (Polyband)
- 1996: Die Hits (BMG)
- 2006: Blaue Stunde — Die schönsten Balladen (BMG/Amiga)